# Sō Yoshiyori
Sō Yoshiyori est un nom japonais traditionnel ; le nom de famille (ou le nom d'école), Sō, précède donc le prénom (ou le nom d'artiste).
Sō Yoshiyori (宗 義和, 4 septembre 1818-13 août 1890), est un daimyo du clan Sō du domaine de Tsushima à la fin de l'époque d'Edo de l'histoire du Japon.
Yoshinori est le chef du clan Sō de 1842 jusqu'en 1862.

## Navires noirs
Sō Tsushima-no-kami est un membre éminent de la Commission impériale à laquelle est déléguée la responsabilité de rencontrer le commodore Perry et ses hommes le 8 mars 1854. Il est assis à côté du daigaku-no-kami Hayashi Akira dans la réunion de la conférence.
- 8 mars 1854 (ère Kaei 7, 10e jour du 2e mois) : Le commodore Matthew Perry revient dans la baie d'Edo pour contraindre les Japonais à accepter le traité de Kanagawa. Le chef des négociateurs japonais est le daigaku-no kami Hayashi Akira[1], connu des Américains sous le sobriquet « Prince Commissioner Hayashi[2] ».

Dans le cadre de cette négociation unique avec les Américains, le rang de Yoshinori vient juste en second derrière celui de Hayashi. Perry interprète ses homologues comme faisant partie d'une commission impériale composée de cinq commissaires avec le personnel de soutien et le soutien militaire :
- Hayashi Daigaku-no-kami[3] ;
- Sō Yoshinori Tsushima-no-kami, américanisé en « Ido, prince de Tsus-sima » ;
- Izawa Mimasaki-no-kami, américanisé en « Izawa, prince de Mimasaki[3] » nommé « gouverneur » de la ville de Simoda récemment élevée au statut de ville impériale[4] ;
- Tzudsaki, Suruga-no-kami, américanisé en « Tsudzuki, prince de Suruga[3] » aussi nommé « gouverneur » de la cité impériale de Simoda[4] ;
- U-dono Minboi-shiogū, américanisé en « Udono, membre du conseil des recettes » ;
- Matsusaki Michitaro[3].

## Source de la traduction
- (en) Cet article est partiellement ou en totalité issu de l’article de Wikipédia en anglais intitulé « Sō Yoshiyori » (voir la liste des auteurs).